# Iglesia de Santa Rosa de Lima (Guamasa)
La iglesia de Santa Rosa de Lima es un templo parroquial católico de la localidad de Guamasa en el municipio de San Cristóbal de La Laguna (Tenerife, España). El templo está dedicado a santa Rosa de Lima, la primera santa del continente americano.

## Historia
El primer templo dedicado a Santa Rosa en Guamasa fue una pequeña ermita (que aún existe) levantada por los vecinos. El 18 de noviembre de 1929 esta ermita es elevada a parroquia de Guamasa por el obispo de Tenerife, Albino González Menéndez-Reigada. Posteriormente se construye otro templo mayor, el actual, el cual fue construido en estilo neogótico-historicista por el arquitecto Mariano Estanga, a principios del siglo XX. Este templo también fue construido gracias a las aportaciones de los vecinos.

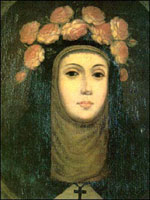
Retrato de Santa Rosa de Lima atribuido a Angelino Medoro. A esta santa peruana está dedicada la parroquia de Guamasa.

La parroquia contó originalmente con una hermandad dedicada al Santísimo Sacramento y con las asociaciones Legión de María y las Benjaminas de Acción Católica.
La imagen de Santa Rosa de Lima y el altar neogótico fueron donados por Adolfo Hernández Abad.

## Fiestas
La festividad de Santa Rosa de Lima se celebra en el mes de agosto, siendo el día principal el 30 de agosto. En este día destaca la eucaristía y posterior procesión de la imagen de la santa por las calles de Guamasa.
Además de la festividad de Santa Rosa, la otra gran festividad celebrada en esta iglesia y en Guamasa, es la romería en honor de San Isidro Labrador en el mes de junio.